# Mired

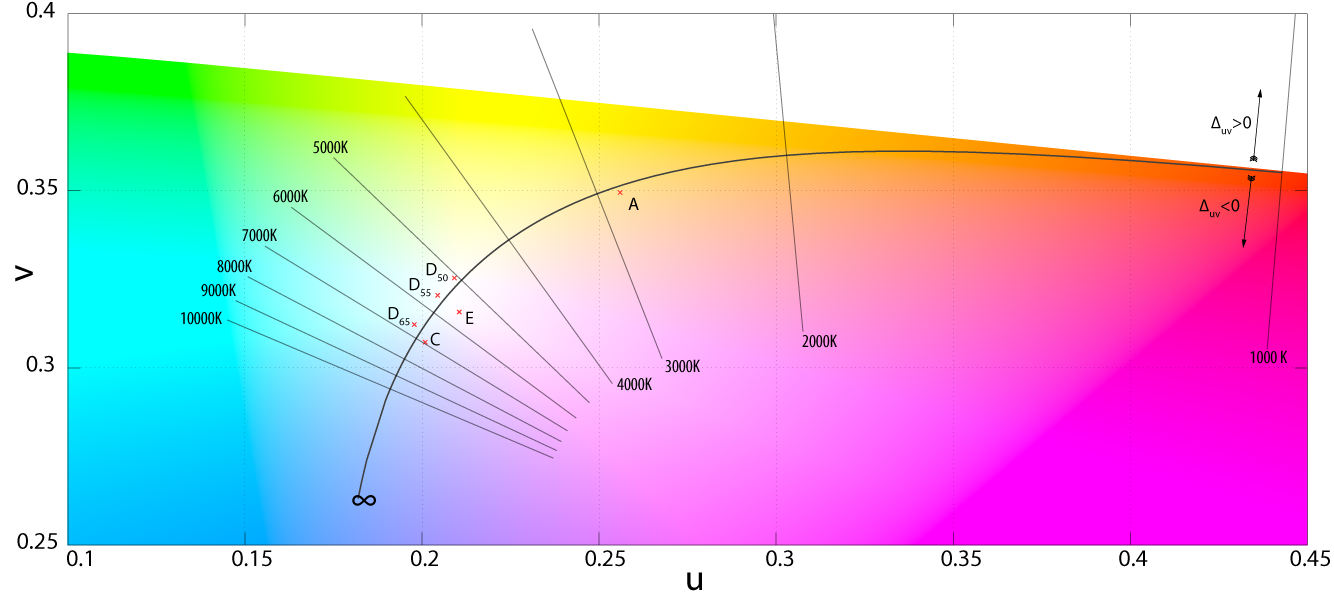
Zbliżenie na kolor ciała doskonale czarnego w przestrzeni CIE 1960, z zaznaczonymi izotermami w kelwinach

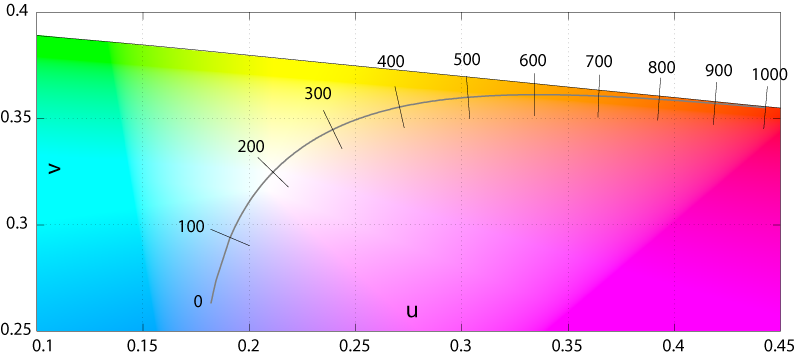
To samo zbliżenie z izotermami w miredach. Bardziej równomierne rozłożenie izoterm wskazuje, że miredy lepiej oddają różnice temperaturowe kolorów niż kelwiny

Mired [M] – jednostka temperatury barwowej światła. Jeden mired jest równy 106 K-1 = 1 MK-1. W użyciu jest również wielokrotność tej jednostki, dekamired: 1 daM = 10 M.
Są to wychodzące już z użycia jednostki, w jakich podaje się jeszcze czasami wartości filtrów korekcyjnych nakładanych na obiektywy aparatów fotograficznych.